# Календарь (фильм, 1993)
«Календарь» — кинофильм, драма Атома Эгояна 1993 года. Режиссёр сам исполнил роль персонажа, от имени которого ведётся повествование.

## Сюжет
Фотограф (Атом Эгоян) приезжает в Армению с заданием сделать снимки церквей для календаря. Постепенно он понимает, что его жена-армянка (Арсине Ханджян), переводчица по профессии, влюбилась в их шофёра (Ашот Адамян). Они всё больше отдаляются друг от друга, что приводит к разрыву. Позже, у себя дома в Торонто, фотограф прибегает к услугам женщин из эскорт-агентства. Из предложенных ему кандидаток он выбирает ту, которая больше всех похожа на его жену.